# ماريو شابو
ماريو شابو هو لاعب كرة قدم أسترالي من أصل عراقي ولد في يوم 5 أيار 1998 في بغداد، بدأ باللعب في أستراليا مع نادي ماركوني ستاليونز وثم لعب مع نادي بلاكتاون سيتي، يلعب حالياً مع نادي سنترال كوست مارينرز وسبق له اللعب نيوكاسل يونايتد جتس ونادي وسترن سيدني واندررز، لعب أيضاً مع منتخب أستراليا تحت 20 سنة لكرة القدم ويبلغ طوله 178 سم. طلب مؤخراً من الجماهير العراقية لإستدعائه لمنتخب العراق لكرة القدم.